# Middellandse Zeespelen 1983
De Middellandse Zeespelen 1983 vormden de negende editie van de Middellandse Zeespelen. Ze werden gehouden van 3 september tot en met 17 september 1983 in de Marokkaanse stad Casablanca.
De Spelen van 1983 trokken 2192 atleten, 200 minder dan in Split in 1983. Het was de eerste en tot op heden enige keer dat de Spelen plaatsvonden in een stad die niet gelegen is aan de Middellandse Zee, maar aan de Atlantische Oceaan.
Italië sloot de Spelen af als aanvoerder van het medailleklassement, op ruime afstand gevolgd door Frankrijk en Spanje. Gastland Marokko moest zich tevreden stellen met de zevende plaats.

## Sporten
Op deze Spelen stonden er 20 sporten op het programma, vijf minder dan vier jaar eerder. In 162 onderdelen konden medailles worden behaald. Met golf stond er voor het eerst een demonstratiesport op het programma, waarvan de medailles niet meetelden voor het uiteindelijke medailleklassement.
| Atletiek Basketbal Boksen Gewichtheffen Golf (demonstratie) Gymnastiek Handbal | Judo Paardensport Rugby Schermen Schoonspringen Tennis Voetbal | Volleybal Waterpolo Wielersport Worstelen Zeilen Zwemmen |

## Medaillespiegel
| Plaats | Land        | Goud | Zilver | Brons | Totaal |
| 1      | Italië      | 53   | 43     | 46    | 142    |
| 2      | Frankrijk   | 32   | 39     | 26    | 97     |
| 3      | Spanje      | 17   | 20     | 27    | 64     |
| 4      | Joegoslavië | 16   | 18     | 19    | 53     |
| 5      | Turkije     | 12   | 5      | 14    | 31     |
| 6      | Griekenland | 11   | 10     | 13    | 34     |
| 7      | Marokko     | 8    | 5      | 7     | 20     |
| 8      | Algerije    | 4    | 3      | 7     | 14     |
| 9      | Tunesië     | 4    | 1      | 4     | 9      |
| 10     | Egypte      | 1    | 9      | 12    | 22     |
| 11     | Libanon     | 1    | 2      | 0     | 3      |
| 12     | Syrië       | 0    | 3      | 2     | 5      |
| Totaal | Totaal      | 159  | 158    | 177   | 494    |

## Deelnemende landen
Aan de negende Middellandse Zeespelen namen zestien landen deel, twee meer dan vier jaar eerder. Cyprus debuteerde en Libië keerde terug na vier jaar geleden afwezig te zijn geweest. Cyprus, Libië, Malta en Monaco waren de enige landen die geen medailles wisten te vergaren.
- Algerije
- Cyprus
- Egypte
- Frankrijk
- Griekenland
- Italië

- Joegoslavië
- Libanon
- Libië
- Malta
- Marokko
- Monaco

- Spanje
- Syrië
- Tunesië
- Turkije